# 神島発電所
座標: 北緯34度32分58.2秒 東経136度58分48.2秒 / 北緯34.549500度 東経136.980056度

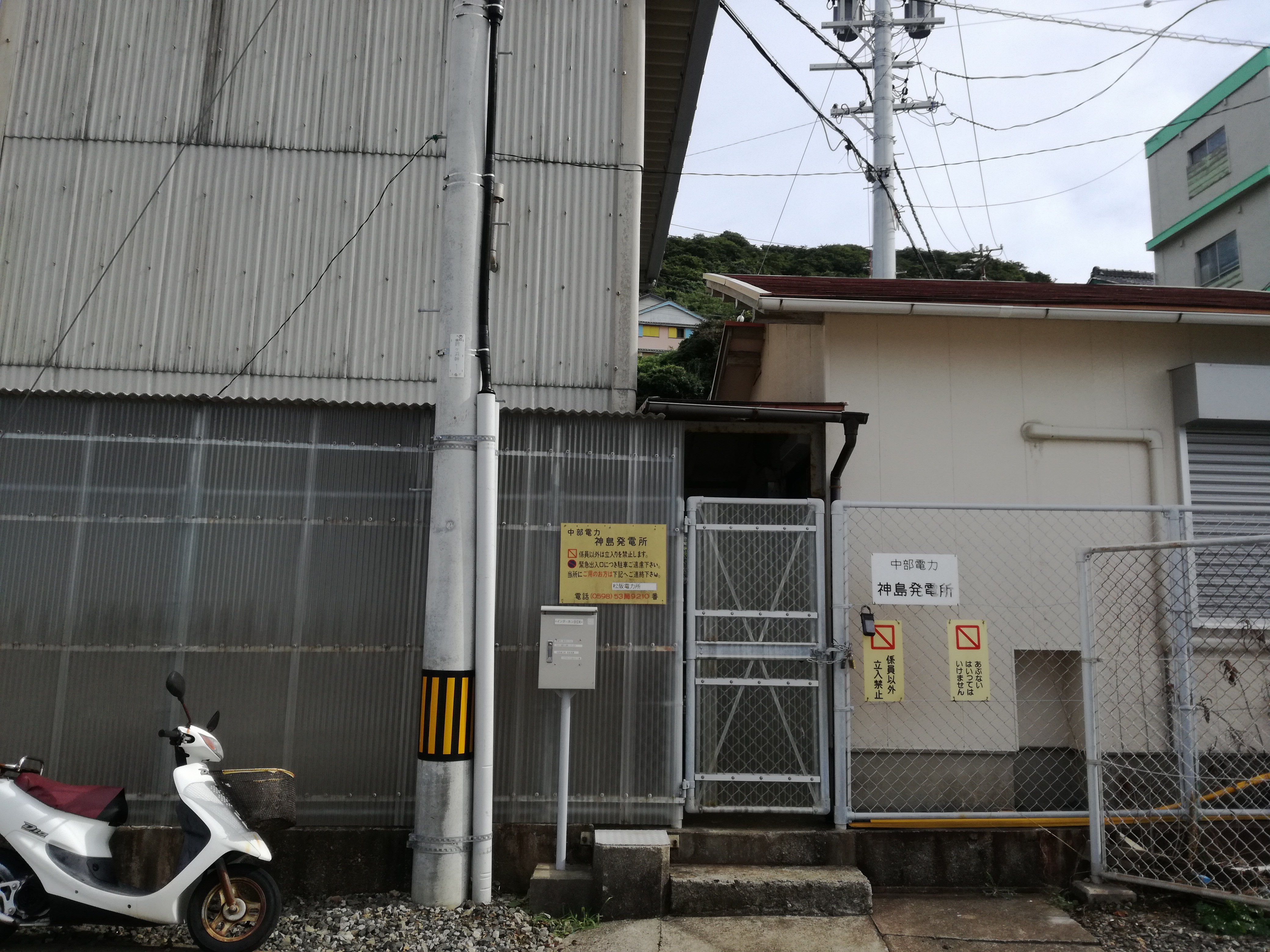
神島発電所

神島発電所（かみしまはつでんしょ）は、三重県鳥羽市神島にある中部電力パワーグリッドの火力発電所。

## 概要
中部電力管内では唯一の内燃力発電により発電を行う発電所。1947年（昭和22年）、それまで電灯が無かった神島において、神島電気組合が旧大日本帝国陸軍発電設備の払い下げを受け、電気の供給を開始することとなった。この当時は、日没後からの約5時間程度の供給をするにとどまった。1954年（昭和29年）には、神島漁業協同組合が電力供給を引き継ぎ、発電機の増強がなされた。1964年（昭和39年）9月、離島振興法により神島漁業協同組合より中部電力に譲渡された。24時間供給が可能になったのはこのときに、出力75キロワットに増強されてからだった。以降、中部電力が島内に電力を供給するために使用してきたが、ディーゼル発電機による煤煙および騒音やコスト高になるという問題があった。また、施設自体の老朽化もあり、それらの解決のため、2005年（平成17年）に至って近接する答志島からの海底ケーブルが敷設されることとなった。
しかし、設備の老朽化により災害時など非常用に残されていた神島発電所も停止することになり、2024年（令和6年）に増強のため電力海底ケーブルが追加で敷設された。